# Yi Guji
Yi Guji (coreà: 이구지)  (Seül, segle XV - Seül, 1489 (Gregorià)) va ser una princesa, escriptora, artista i poeta de la Dinastia Joseon. Es va veure obligada a suïcidar-se després que es descobrís que havia cohabitat amb un esclau després de quedar vídua.

## Biografia
Yi Guji era filla del príncep Yangnyeong, primer fill del tercer rei Joseon, Taejong de Joseon i la reina Wongyeong. La seva mare era una esclava de palau anomenada Cheon-cheob de qui Yangnyeong va tenir dos fills.
Yi va rebre el títol de princesa (현주 ()) i es va casar amb Gwon Deok-young (권덕영 ()), un funcionari menor, i se'n va anar a viure a Gwangju, la ciutat natal del seu marit. Van tenir dos fills. Gwon va morir el 1470 i a Yi se li va impedir tornar a casar-se a causa de l'estigma social i, després, per l'emissió de la Llei Anti-Rematrimoni de 1477.

### Investigació
El 1475, es va informar al Saheonbu que Yi havia estat cohabitant amb el seu esclau Cheonrye. Heo Gye (허계), el cap del departament del Saheonbu, va demanar que s'investigués la situació sense recórrer a un interrogatori. Va proposar que Cheonrye fos traslladat a la seva residència, on podria ser interrogat. Un funcionari va informar que el seu fill, que viatjava des de Gwangju, havia sentit rumors d'una dama aristocràtica que estava en contacte amb un esclau, mentre que un altre funcionari va dir que el seu servent havia observat a Cheonrye dormint i menjant a l'habitació al costat del dormitori de la seva senyora. Seongjong, però, es va negar a arrestar a Yi només per xafarderies. Això va provocar moltes disputes entre els funcionaris sobre la "política d'arrestar sense tenir en compte les sospites", que alguns argumentaven que s'havia d'aplicar només a la gent comú i no als assumptes privats d'una dama aristocràtica.
El 1489, el Saheonbu va informar que Yi Guji havia engendrat una filla del seu esclau, que s'havia casat l'any anterior. Els funcionaris van argumentar ara que, tot i que s'havia desestimat qualsevol investigació prèvia, es tractava d'un cas de moral pública. Seongjong va ordenar que tots els servents fossin torturats per investigar la demanda. Cheonrye va morir durant l'interrogatori i més de 40 persones van ser arrestades. Encara que alguns membres del govern van argumentar que la mort era un càstig massa fort per a una dona del clan reial, es va acordar que la mort era més respectuosa que la tortura, i Yi va ser condemnada. La filla de Yi, Jun-bi, no va participar en la investigació de la seva mare, ja que ja havia marxat de casa el 1488, un any abans que Yi fos executada, i es considerava part de la família del seu marit.